# Samoggia
Il torrente Samoggia (la Samûż, in dialetto locale) è un corso d'acqua del bolognese, il maggiore affluente di sinistra del fiume Reno. Conosciuto anticamente come Samodia, probabilmente trae il suo nome dal latino "semis modium", cioè piccolo moggio. A Bazzano, cittadina che attraversa, è chiamato "La Gèra" (in italiano "La Ghiaia").

## Regime delle acque
Lungo circa 60 km e con un bacino di 364 km², il Samoggia è a regime fortemente torrentizio: la sua portata media alla confluenza nel Reno è di 5 m³/s, le portate minime sono nell'ordine di 0,5 m³/s nel periodo estivo (con minimi assoluti di 0,1 m³/s), il modulo medio primaverile è circa il triplo di quello annuo, mentre le portate massime ordinarie superano i 100 m³/s, ma possono superare largamente i 500 m³/s nelle piene centennali (a Calcara, ben prima di ricevere le acque del suo principale affluente, il torrente Lavino, è stata misurata una portata massima di 452 m³/s), e in quel caso esonda nelle zone di pianura. Per limitare il problema, nel 2011, in località Le Budrie di San Giovanni in Persiceto, sulla sinistra idrografica, è stata realizzata una cassa di espansione estesa per circa 105 ettari.

## Corso e affluenti
Il Samoggia nasce dalle Tavole del Roffeno all'altezza di Santa Lucia, località di Castel d'Aiano, a circa 800 metri di altezza, con il nome di rio del Toso; dopo aver percorso un brevissimo tratto in territorio modenese tocca la località Fondazza che gli dà il nome (rio Fondazza) e segna il confine tra il bolognese e il modenese fino alla località Ghiaia, dopo la quale è conosciuto come rio della Ghiaia, quindi entra nel territorio comunale di Vergato. 
Dopo aver alimentato il Mulino del Notaro, l'ultimo mulino ad acqua funzionante della valle, entra nell'ex territorio comunale di Savigno (ora Valsamoggia) con il nome di torrente Samoggia. Poco dopo, presso la località Goccia-Cavara riceve il suo primo importante affluente, il rio dei Bignami, proveniente dal monte Acuto (presso Zocca) che contribuisce ad aumentarne visibilmente l'ampiezza dell'alveo. Più avanti il Samoggia riceve, questa volta da destra, l'apporto del rio Maledetto che scorre in un suggestivo contesto ambientale, e poco oltre la loro confluenza, presso il ponte di Cà Mario, attraversa particolari strati rocciosi verticali. 
Il Samoggia nel suo tratto pedemontano, come gran parte dei torrenti appenninici, presenta un ampio alveo pieno di materiale alluvionale percorso per la maggior parte dell’anno da un rivolo d’acqua largo pochi metri. Bagnate Savigno e Fagnano, entra a Monteveglio dove riceve il Ghiaia di Serravalle (chiamato anche Volgolo), il suo più importante affluente di sinistra, quindi scorre nel Parco regionale dell'Abbazia di Monteveglio e, dopo che vi si è gettato il Marzatore da sinistra, prosegue per Bazzano, il paese punto riferimento della vallata, dove è situato anche l'impianto di depurazione che tratta i residui fognari del paese stesso, di Monteveglio e di Castelletto, prima di riversarli nel torrente. 
Superata la briglia conosciuta come "diga del Tarmone", percorre un tratto nel comune di Castelfranco Emilia (MO), quindi rientra nel bolognese a Calcara dove attraversa il parco del Taglio, così chiamato per il "taglio" dell'ansa fluviale che fino al 1806 veniva formata dal torrente. Passata la via Emilia e la ferrovia Milano-Bologna, il Samoggia si trova ormai in pianura e non trasporta che sabbia. In località Paltrone, nel comune di Anzola dell'Emilia, sfociano nel Samoggia, mediante chiaviche regolatrici, il torrente Martignone e l’Emissario Acque Alte Marciapesce (dove vengono fatti confluire il rio di Crespellano, il rio Cassola e il rio Carpineta). Dopo aver segnato il confine dei territori comunali tra Anzola e San Giovanni in Persiceto e poi quello tra San Giovanni e Sala Bolognese, in località Forcelli il Samoggia riceve il suo principale affluente, il torrente Lavino, che gli reca circa un terzo della portata d'acqua complessiva. Poco più a valle, presso la località Bagnetto di Castello d'Argile, il Samoggia termina il suo corso nel fiume Reno.

## Il bacino idrografico
Il bacino del Samoggia ha sempre rappresentato storicamente l'area di transizione fra il bolognese ed il modenese, un'area assai ricca di storia da ben oltre un millennio: a Zappolino, sul torrente Ghiaia di Serravalle (vedi questo toponimo), nel 1325 si svolse la famosa battaglia fra bolognesi e modenesi con l'episodio della secchia rapita; a Monteveglio esiste la celebre Abbazia di Santa Maria eretta nel XII secolo, ma di Monteveglio si narra fin dalla caduta dell'Impero Romano, quando nel VI secolo entrò a far parte dell'Esarcato di Ravenna, prima di passare sotto il dominio di Matilde di Canossa.
Oggi, il bacino idrografico è caratterizzato da un'intensa industrializzazione (non solo nel settore agricolo) ed urbanizzazione (la parte centrale e orientale è ricompresa nell'area metropolitana bolognese), ma nella fascia collinare, le valli dei tre maggiori corsi d'acqua (Lavino, Samoggia e Ghiaia di Serravalle) presentano rilevanti aspetti paesaggistici. La zona produce anche l'ormai celebre vino D.O.C.G. Colli Bolognesi Classico Pignoletto, bianco frizzante dal gusto assai ricercato e particolare.